# Kurt Sieber
Kurt Sieber (* 20. Juni 1936 in Eger, Tschechoslowakei) ist ein deutscher Politiker (FDP).

## Leben
Sieber besuchte Oberrealschule Kempten, München-Pasing, Augsburg und  Haßfurt. Nach seinem Abitur 1956 in Haßfurt studierte er Französisch und Englisch für das Lehramt an der Universität Würzburg. Im Jahr 1962 legte er das Staatsexamen ab. 
Sieber ist evangelisch, verheiratet und hat zwei Kinder.

## Politisches Wirken
Kurt Sieber ist seit 1972 Kreisrat im Landkreis Haßberge. Er ist Vorsitzender der FDP/Freie Bürger-Kreistagsfraktion. Sieber war wesentlich am Zustandekommen der Partnerschaft zwischen dem Landkreis Haßberge und dem District du Tricastin in Frankreich beteiligt.
Bei der Landtagswahl 1978 war er Spitzenkandidat der unterfränkischen FDP. Er war Mitglied des Landtags bis 1982, als die Partei an der Fünf-Prozent-Hürde scheiterte. 
Kurt Sieber war von 1990 bis 2002 Bürgermeister von Königsberg in Bayern.